# Renata Vlachová
Renata Vlachová, född 11 december 1944, är en tjeckoslovakisk orienterare som tog brons i stafett vid VM 1972 och 1974.